# أسهم مزارع
أسهم المزارع تشير إلى صافي ثروة أصول قطاع المزارع (الأراضي الزراعية والآلات والمعدات والمرافق ومخزون المحاصيل والثروة الحيوانية) مع عدم وجود ديون. ويمثل هذا كل مطالبات أصحاب المزارع المتبقية على أصول المزارع.
وأصبحت الزيادة في أسهم المزارع في أواخر سبعينيات القرن الماضي ذات أهمية كبيرة لمعظم المنتجين الزراعيين كمصدر ضمان إضافي يمكن من خلاله الحصول على قرض لأغراض التشغيل والتوسع. ويتفاوت مستوى أسهم المزارع على نطاق واسع من مزرعة لأخرى.
وإجمالي نسبة الديون للأصول هو مقياس الحالة المالية أو القدرة على الدفع فيما يتعلق بقطاع المزارع.